# Farářská zkouška
Farářská zkouška je zkouška předepsaná církví, jejíž absolvování je jedním z předpokladů pro ustanovení do úřadu faráře. Její složení je podmíněno určitou praxí v církevní službě.

## Farářské zkoušky v římskokatolické církvi
Farářské zkoušky nesou oficiální název zkoušky pro ustanovení farářem a jsou předpokladem pro ustanovení kněze do úřadu faráře; bez těchto zkoušek může působit jen jako farní vikář nebo jako administrátor farnosti.
V české a moravské církevní provincii byly farářské zkoušky znovuzavedeny rozhodnutím České biskupské konference učiněným na jejím zasedání ve dnech 6. až 7. července 2004 na Velehradě. K farářské zkoušce může kněz přistoupit nejdříve po uplynutí tří let od svěcení. Zkoušky mají prověřit, zda je kandidát připraven zastávat úřad faráře; k tomu musí prokázat potřebnou orientaci v prioritách a pastoračních potřebách dneška a znalost cest k jejich realizaci, osvojení si praktických předpisů pro výkon úřadu faráře a lidskou zralost.

## Farářská zkouška v ČCE
V Českobratrské církvi evangelické byl povinen vikář na závěr vikaritátu zpracovat písemnou práci. Tzv. Osvědčení o způsobilosti k ordinované službě faráře v církvi získává vikář na základě zpráv mentora, vedoucích jednotlivých seminářů, závěrečného pohovoru a dříve i písemné práce. Osvědčení vydává synodní rada na základě vyjádření Komise pro hodnocení absolventů vikariátu.

## Zkouškapro ministeriove SCEAV
Farářské zkoušce odpovídá ve Slezské církvi evangelické a. v. zkouška pro ministerio, která opravňuje pastora zastávat úřad sborového pastora (funkce sborového pastora odpovídá úřadu faráře v jiných evangelikých církvích). Zkoušku pro ministerio lze skládat po pastorské praxi trvající minimálně jeden rok.

## Farářská zkouška v ECAV
V Evangelické církvi a. v. v ČR spadá organizace farářských zkoušek do pravomoci konsistoria. Složení farářské zkoušky je podmínkou pro ustanovení do úřadu pověřeného faráře nebo sborového faráře.